# Love Of My Own
«Love Of My Own» (en español: «Amor de mi propiedad») es el primer sencillo del primer álbum de Thomas Anders, Different.

## Sencillos
7" sencillo Teldec 246 958-7 AC (Warner), 26.04.1989
1. «Love Of My Own» - 3:50
2. «True Love» [1989] - 4:20

12" sencillo Teldec 249 957-0 AE, 26.04.1989
1. «Love Of My Own» - 8:43
2. «True Love» - 4:20
3. «Love Of My Own» (LP Versión) - 4:50

## Posición en las listas
El sencillo permaneció 13 semanas en "el chart" alemán desde el 5 de junio de 1989 al 10 de septiembre de 1989. Alcanzó el N.º24 como máxima posición.
| Lista (1989) | Máxima posición |
| ------------ | --------------- |
| Alemania     | 24              |

## Créditos
- Thomas Anders - Voz, música (canciones: 2)
- Martin Jenner - Guitarra acústica (canción: 2)
- Gus Dudgeon - Producción, arreglos, ingeniero, mezclas
- Ian Lynne - Arreglos
- Marc Cassandra - Arreglos, música (canciones: 2)
- Mainartery, London - Dirección de arte, diseño
- Andy Brown, Ian Lynne y Pete Zorn - Coros
- Gordon Vicary - Edición, masterización.
- Tony Richards - Ingeniero, mezclas
- Ian Bairnson - Guitarra (canciones: 1, 3)
- Ian Lynne - Teclados
- Mary S. Applegate - Letra (canciones: 2)
- Timothy Touchton - Letra (canciones: 1, 3)
- Chris Venis - Música (canciones: 1, 3)
- Peter Ashworth - Fotografía